# Maßregel der Besserung und Sicherung
Eine Maßregel der Besserung und Sicherung (kurz Maßregel) ist im deutschen Strafrecht eine vom Strafgericht angeordnete Rechtsfolge für eine rechtswidrige Tat – im Gegensatz zu den eigentlichen Strafen, welche verhängt werden. Der Vollzug stationärer Maßregeln war ab 1977 grundlegend im Strafvollzugsgesetz geregelt. Parallel dazu entstanden Landesgesetze mit detaillierteren Regelungen (z. T. in eigenen Maßregelvollzugsgesetzen, z. T. als Teil der Psychisch-Kranken-Gesetze). Der Vollzug der Sicherungsverwahrung ist seit der Entscheidung der BVerfG zum „Abstandsgebot“ (2011) ebenfalls in eigenen (Landes-)Gesetzen geregelt.
Die Maßregel ist von der Schuld unabhängig und wird zum Schutz vor gefährlichen Straftätern oder zu deren Besserung angeordnet. Daher können Maßregeln der Besserung und Sicherung auch gegen schuldunfähige erwachsene Straftäter angeordnet werden. Das deutsche Strafrecht folgt somit einem System der Zweispurigkeit, bei dem zwischen Strafe und Maßregel unterschieden wird.
Eine Maßregel wird aufgrund einer positiven Gefährlichkeitsprognose angeordnet, wodurch der Täter als wahrscheinlich gefährlich eingestuft wird.

## Mögliche Maßregeln
Als Maßregeln sind im Strafgesetzbuch (StGB) genannt:
- Unterbringung in einem psychiatrischen Krankenhaus (§ 63 StGB)
- Unterbringung in einer Entziehungsanstalt (§ 64 StGB)
- Unterbringung in der Sicherungsverwahrung (§ 66 StGB)
- Führungsaufsicht (§ 68 StGB)
- Entziehung der Fahrerlaubnis (§ 69 StGB)
- Berufsverbot (§ 70 StGB)

Die ersten drei sind freiheitsentziehende Maßregeln.
Maßregeln dürfen nur angeordnet werden, wenn dies verhältnismäßig ist, d. h. die vom Täter ausgehende Gefahr darf nicht nur gering sein. Mehrere Maßregeln können auch nebeneinander angeordnet werden.
Soldaten im Dienstverhältnis eines Berufssoldaten oder Soldaten auf Zeit verlieren ihre Rechtsstellung als Berufssoldat bzw. Soldat auf Zeit, wenn sie einer Maßregel der Besserung und Sicherung nach den § 64, § 66, § 66a oder § 66b des Strafgesetzbuches unterworfen sind.
Eine Maßregel der Besserung und Sicherung ist eine Maßnahme nach dem StGB. Der Maßregelvollzug wird nach den Maßregelvollzugsbestimmungen der Bundesländer (z. T. in eigenen Maßregelvollzugsgesetzen, z. T. als Teil der Psychisch-Kranken-Gesetze geregelt).
Die Sicherungsverwahrung kann seit 2002 vom Gericht im Strafurteil vorbehalten werden (§ 66a StGB), und sie kann seit 2004 nachträglich angeordnet werden (§ 66b StGB). Allerdings hat der Europäische Gerichtshof für Menschenrechte in seinem Urteil vom 17. Dezember 2009 deren nachträgliche Verlängerung als menschenrechtswidrig bewertet. Anders als die deutsche Einordnung in die (von der Strafe zu unterscheidenden) Maßregeln der Besserung und Sicherung erachtet er die Sicherungsverwahrung sehr wohl als Strafe, für die eine nachträgliche Verlängerung aufgrund der Rechtsstaatsprinzipien von Vertrauensschutz und Rückwirkungsverbot nicht in Frage kommt. Infolgedessen wird aktuell die nachträgliche Sicherungsverwahrung neu geregelt.

## Nebenstrafrecht
Im Nebenstrafrecht geregelt sind:
- Verbot der Tierhaltung (§ 20 Tierschutzgesetz)
- Entziehung des Jagdscheins (§ 41 Bundesjagdgesetz)

## Geschichte
Durch das Gesetz gegen gefährliche Gewohnheitsverbrecher und über Maßregeln der Sicherung und Besserung vom 24. November 1933 (RGBl. I 995) wurden die Maßregeln der Sicherung und Besserung in das Strafgesetzbuch eingeführt.
Es waren folgende Maßregeln vorgesehen:
- Unterbringung in einer Heil- und Pflegeanstalt (für Zurechnungsunfähige, § 42b StGB)
- Unterbringung in einer Entziehungsanstalt (für „Trunkenbolde und Gewohnheitstrinker“, § 42c StGB)
- Unterbringung im Arbeitshaus (für „Asoziale“, § 42d StGB)[5]
- Unterbringung in der Sicherungsverwahrung (für Gewohnheitsverbrecher, § 42e StGB)
- Entmannung gefährlicher Sexualverbrecher (§ 42k StGB)
- Berufsverbot (§ 42l StGB)
- Ausweisung von Ausländern (§ 42m StGB)

Abgeschafft wurden
- 1945 die Kastration (als nationalsozialistisches Unrecht durch Kontrollratsgesetz)
- 1945 die Unterbringung im Arbeitshaus (in der US-amerikanischen Besatzungszone, Wiedereinführung 1948)
- 1945 die Unterbringung in der Sicherungsverwahrung in der Sowjetischen Besatzungszone
- 1969 die Unterbringung im Arbeitshaus

Die Ausweisung von Ausländern wurde im Strafgesetzbuch gestrichen und im Ausländergesetz geregelt. Sie ist seit dem keine Maßregel mehr, sondern eine von der Verwaltung vollzogene Maßnahme.
Die Führungsaufsicht wurde mit Wirkung vom 1. Januar 1975 im Rahmen der Großen Strafrechtsreform eingeführt. Sie ersetzte teilweise die Polizeiaufsicht, die es bereits im Strafrecht gab, bei der es sich jedoch um keine Maßregel handelte.